# Fontaine-sur-Maye
Fontaine-sur-Maye är en kommun i departementet Somme i regionen Hauts-de-France i norra Frankrike. Kommunen ligger i kantonen Crécy-en-Ponthieu som tillhör arrondissementet Abbeville. År 2022 hade Fontaine-sur-Maye 159 invånare.

## Befolkningsutveckling
Antalet invånare i kommunen Fontaine-sur-Maye
| Referens: INSEE |